# Encordés
Encordés ist ein Dokumentarfilm von Frédéric Favre, produziert im Jahr 2017 in der Schweiz. Der Film entstand in Koproduktion zwischen Lomotion, BR / ARTE und dem Schweizer Fernsehen. In Deutschland ist er unter dem Titel Vom Bergfieber gepackt bekannt.

## Handlung
Die Patrouille des Glaciers ist eines der härtesten Rennen im Ski-Alpinismus.
Während anderthalb Jahren wurden Florence Beffa, Guillaume Clavien und Antoine Willberg in ihren Vorbereitungen begleitet. Ihre Trainings bringen sie an ihr körperliches Limit und offenbaren ihre tiefsten Ängste. Schliesslich bringt das Rennen die Teilnehmenden an ihre Grenzen. Ihre Motivationen, daran teilzunehmen, sind sehr unterschiedlich. Florence will im Andenken an ihren verstorbenen Vaters starten. Die Einzelgängerin muss den Teamgeist erlernen. Guillaume, welcher Wettkämpfe sehr mag, muss seine Leidenschaft mit seiner Arbeit und Familie in Einklang bringen. Antoine, ein ehemaliger Drogensüchtiger, will der Welt beweisen, wozu er fähig ist. 

## Produktion
Regie führte der Schweizer Regisseur Frédéric Favre und schrieb zudem auch das Drehbuch für seinen Film. Es handelt sich dabei um seinen zweiten langen Dokumentarfilm nach seinem vielbeachteten Erstling Cyclique. Die Kamera übernahmen Frédéric Favre, Jonas Jäggy und Peter Guyer. Produziert wurde der Film von der Berner Produktionsfirma Lomotion mit Unterstützung von BR / ARTE und dem Schweizer Fernsehen.

## Rezeption

### Kritiken
Lacrux.com betitelt den Film als «ein Muss für jeden, der der Faszination Patrouille des Glaciers erlegen ist». Er spreche aber auch alle Sportbegeisterten an, welche sich gerne in den Bergen aufhalten. Für alle anderen handle es sich um einen wunderschönen Film, welcher die Entwicklung dreier Menschen aufzeigt, die ans Limit gehen und dabei persönliches Wachstum erleben. Nicht zuletzt gehe es um Teamgeist und Freundschaft. Die gezeigte Kulisse sei atemberaubend und mit Sonnenaufgängen sei nicht gespart worden.
Während der Sportanlass immer wieder mystifiziert wird, habe der Film die grosse Stärke, dass er nicht zur Mythenbildung beitrage, meint die Neue Zürcher Zeitung. Dem Regisseur gelinge es sehr gut, «die Patrouille als Parabel auf das Leben zu zeigen».
Die Zeitung Biel-Bienne verzeihe dem Regisseur, dass der Film etwas amateurhaft wirke, denn der Film sei schlicht, ehrlich und von einem Filmemacher, der mit seinen ProtagonistInnen mitgelitten habe.
Der Regisseur schaffe es in seinem Film gekonnt, sowohl Leiden, als auch Leidenschaft der drei Teilnehmenden zu vermitteln, bildet Cineman.ch sein Fazit. Durch seine Auseinandersetzung mit der menschlichen Seite können auch Wintersportferne Zuschauer an den Film anknüpfen.

### Auszeichnungen
Berner Filmpreis Festival 2017
- Berner Filmpreis[1]

Mountainfilm International Filmfestival Graz 2017
- Lobende Erwähnung[1]